# Le Moniteur (France)
Pour les articles homonymes, voir Moniteur.
Le Moniteur, en forme longue Le Moniteur des travaux publics et du bâtiment, est un hebdomadaire de référence dans la construction et du cadre de vie en France, créé en 1903 par Louis Dubois et une maison d’édition. Il appartient au Groupe Infopro Digital depuis décembre 2013.
L'éditeur est  la société Groupe Moniteur.

## Historique
Il existait dès le XVIIIe siècle Le Moniteur universel, journal d'annonces officielles. Le groupe moniteur s'est progressivement constitué autour du titre Moniteur des travaux publics dont le premier numéro parait en 1903, l’objectif du journal est d’apporter des informations utiles aux professionnels, notamment les nouvelles réglementations des travaux publics puis des annonces judiciaires et légales à partir de 1908.
En 1931 Le Moniteur édite son premier livre sous la marque Le Moniteur, puis en 1936 la revue devient Le Moniteur des travaux publics et du bâtiment
Trois « librairie du Moniteur » sont ouvertes à Paris en 1968, rue du Faubourg Saint-Honoré, 1970, rue d’Uzès et 1980, place de l’Odéon.
Le Moniteur est racheté par le Groupe Usines Publications, en 1970 qui deviendra la Compagnie Européenne de Publications (CEP) en 1975, l’expansion se poursuit avec le lancement de la revue Les Cahiers techniques du bâtiment (CTB).
En 1977 Le Moniteur prend des parts au capital de la SARL « L’Action municipale » qui édite les revues La Gazette des communes et du personnel communal et L’Action municipale, qui seront fusionnés en 1981 pour devenir La Gazette des communes, des départements et des régions.
En 1983 Le Moniteur reprend la revue Architecture Mouvement Continuité (AMC), qui devient AMC Le Moniteur Architecture, et le groupe relance le prix de l'Équerre d'argent.
En 1985 ce sont les débuts du Moniteur sur le Minitel avec le service Monitel.
En 2006 la société d'investissement britannique Bridgepoint prend le contrôle du Moniteur en achetant 97 % de parts du Groupe Moniteur (Info Services Holding) puis le revend en décembre 2013 à Infopro Digital (Apax Partners),. En 2016, Apax Partners cède Infopro Digital à Towerbrook Capital Partners.
Le journal décerne chaque année différents prix : Prix Moniteur de la Construction et le Prix de l'Équerre d'argent.

## Diffusion

Logotype complet

Avec une diffusion hebdomadaire moyenne de 51 511 exemplaires pour 2010, Le Moniteur reste l’un des dix premiers magazines économiques français, et le premier titre de presse professionnelle français tous secteurs confondus. Le Moniteur dispose parallèlement d’un site Internet d'informations et de services, www.lemoniteur.fr, qui propose toute l'actualité de la construction à travers ses chaînes thématiques (architecture, technique, construction durable, réglementation).
Chaque semaine, la revue propose des dossiers (technique, actualité), des cahiers pratiques (technique, réglementation), des éditions régionales consacrées aux entreprises et marchés du BTP, des appels d'offres publics et privés, les offres d'emploi du secteur. 
Le Moniteur édite deux suppléments (Le Moniteur Matériels et Le Moniteur des Artisans) adressés aux abonnés ainsi que deux annuels (Aménagement et Innovations).
|             | 2009   | 2010   | 2011   | 2012   | 2013   | 2014 |
| Le Moniteur | 45 696 | 43 376 | 41 868 | 41 435 | 40 862 | -    |

### Les titres du groupe de presse
Le Groupe Moniteur est également l’éditeur d’une vingtaine de revues, dont AMC Le Moniteur Architecture, revue spécialisée dans l'architecture, Les Cahiers techniques du bâtiment, Négoce, Le Moniteur des Artisans, Le Moniteur Matériels ou encore La Gazette des Communes.